# Grzegorz Lekki
Grzegorz Lekki (ur. 5 marca 1974 w Miedźnej koło Pszczyny) – polski piłkarz, występujący na pozycji obrońcy.
Wychowanek Iskry Pszczyna (1988-89), potem kolejno Górnik Zabrze (1989-94), Ruch Radzionków (1994-96), Górnik Zabrze (1996–2000), Wisła Kraków (2000), Górnik Zabrze (2000–2003), SV Wilhelmshaven 92 (2003–2005), Bonner SC 01/04 (2005–2006), SV Wilhelmshaven 92 (2006–2008), SSV Jeddeloh (2008).
Od 2010 występuje w klubie LZS Leśnica, rozgrywającym swoje mecze w sezonie 2009/2010 w III lidze w grupie opolsko-śląskiej. W sezonie 2010/2011 występuje w klubie, w którym się wychował MKS Iskra Pszczyna. Jest kapitanem pszczyńskiej Iskry.
W polskiej pierwszej lidze rozegrał 193 mecze i strzelił 9 bramek.